# Melese sixola
Melese sixola är en fjärilsart som beskrevs av William Schaus 1910. Melese sixola ingår i släktet Melese och familjen björnspinnare. Inga underarter finns listade i Catalogue of Life.